# Simiskina elioti
Simiskina elioti är en fjärilsart som beskrevs av Corbet 1940. Simiskina elioti ingår i släktet Simiskina och familjen juvelvingar. Inga underarter finns listade i Catalogue of Life.